# Lucas Pino
Lucas Pino García (San José, 30 de octubre de 2005) es un futbolista uruguayo. Juega de mediocentro ofensivo y su equipo actual es el Montevideo City Torque de la Primera División de Uruguay.

## Trayectoria
Comenzó a jugar al fútbol en Nueva Unión de Rodríguez, club de su ciudad natal San José. Luego pasó por las formativas Oriental y en marzo de 2021 se unió a las de Montevideo City Torque.
Debutó como profesional con Torque el 21 de octubre de 2022, el entrenador Lucas Nardi lo colocó como titular para enfrentar a River Plate, jugó el primer tiempo y salió en el entretiempo, perdieron 2-1 en el Saroldi. Disputó su primer encuentro oficial con 16 años y la camiseta número 18.
En 2023 se destacó en la sub-19 del club, ganaron el Torneo Clausura y fue el goleador del campeonato. Forzaron una final contra Defensor Sporting pero fueron derrotados. Debido a que la Copa Libertadores Sub-20 de 2024 se jugó en Uruguay, clasificaron 2 clubes locales y Torque logró su cupo por ser vicecampeón sub-19 de la temporada anterior.
Sufrió un desgarro a finales de 2024, fue invitado a las instalaciones del Manchester City a realizar la rehabilitación y para que tenga experiencia en Europa.

## Selección nacional
Ha sido internacional con la selección de fútbol de Uruguay en la categoría juvenil sub-20 y en la absoluta.
Durante 2024 fue parte del proceso de la selección sub-20. Debutó con la Celeste el 21 de abril, jugó como titular frente a Rusia pero perdieron 0-1 en el Franzini. En su segundo partido convirtió su primer gol, fue contra Australia en otro amistoso, combinado con el que empataron 3-3.
El entrenador de la selección absoluta, Marcelo Bielsa, lo convocó como unos de los tres sparrings que acompañaron al plantel en la Copa América 2024.
Fue citado a la selección local de Uruguay en agosto de 2024, por Diego "Ruso" Pérez, como uno de los más jóvenes del plantel. Debutó en la selección absoluta el 1° de septiembre en un amistoso contra Guatemala en el Chase Stadium de Miami, ingresó en los minutos finales, convirtió un gol y empataron 1-1.
Debido a las lesiones y bajas, el 9 de septiembre fue convocado a la selección principal por Bielsa, esta vez como jugador, de cara al partido contra Venezuela de visitante por Eliminatorias al Mundial 2026. Estuvo en el banco de suplentes y no tuvo minutos, en lo que fue un empate sin goles.
El 7 de enero de 2025 fue confirmado en el plantel para jugar el Campeonato Sudamericano Sub-20, por el entrenador Fabián Coito.

## Estadísticas

### Clubes
Actualizado al último partido citado el 29 de junio de 2025.
| Club                   | Div.          | Temporada     | Liga  | Liga  | Liga   | Copas nacionales | Copas nacionales | Copas nacionales | Copas internacionales | Copas internacionales | Copas internacionales | Total | Total | Total  |
| Club                   | Div.          | Temporada     | Part. | Goles | Asist. | Part.            | Goles            | Asist.           | Part.                 | Goles                 | Asist.                | Part. | Goles | Asist. |
| ---------------------- | ------------- | ------------- | ----- | ----- | ------ | ---------------- | ---------------- | ---------------- | --------------------- | --------------------- | --------------------- | ----- | ----- | ------ |
| M. C. Torque · Uruguay | 1.ª           | 2022          | 1     | 0     | 0      | -                | -                | -                | -                     | -                     | -                     | 1     | 0     | 0      |
| M. C. Torque · Uruguay | 1.ª           | 2023          | 0     | 0     | 0      | 1                | 0                | 0                | —                     | —                     | —                     | 1     | 0     | 0      |
| M. C. Torque · Uruguay | 2.ª           | 2024          | 15    | 0     | 0      | 1                | 2                | 0                | —                     | —                     | —                     | 16    | 2     | 0      |
| M. C. Torque · Uruguay | 1.ª           | 2025          | 13    | 1     | 0      | 0                | 0                | 0                | —                     | —                     | —                     | 13    | 1     | 0      |
| M. C. Torque · Uruguay | Total club    | Total club    | 29    | 1     | 0      | 2                | 2                | 0                | 0                     | 0                     | 0                     | 31    | 3     | 0      |
| Total carrera          | Total carrera | Total carrera | 29    | 1     | 0      | 2                | 2                | 0                | 0                     | 0                     | 0                     | 31    | 3     | 0      |
| 1.                     |               |               |       |       |        |                  |                  |                  |                       |                       |                       |       |       |        |

### Selección
Actualizado al último partido citado el 13 de febrero de 2025.
| Selección          | Temporada         | Continental | Continental | Continental | Mundial | Mundial | Mundial | Amistosos | Amistosos | Amistosos | Total | Total | Total  |
| Selección          | Temporada         | Part.       | Goles       | Asist.      | Part.   | Goles   | Asist.  | Part.     | Goles     | Asist.    | Part. | Goles | Asist. |
| ------------------ | ----------------- | ----------- | ----------- | ----------- | ------- | ------- | ------- | --------- | --------- | --------- | ----- | ----- | ------ |
| Sub-20 · Uruguay   | 2024              | —           | —           | —           | —       | —       | —       | 8         | 1         | 0         | 8     | 1     | 0      |
| Sub-20 · Uruguay   | 2025              | 6           | 0           | 0           | -       | -       | -       | 0         | 0         | 0         | 6     | 0     | 0      |
| Sub-20 · Uruguay   | Total sel.        | 6           | 0           | 0           | 0       | 0       | 0       | 8         | 1         | 0         | 14    | 1     | 0      |
| Absoluta · Uruguay | 2024              | 0           | 0           | 0           | —       | —       | —       | 1         | 1         | 0         | 1     | 1     | 0      |
| Absoluta · Uruguay | Total sel.        | 0           | 0           | 0           | 0       | 0       | 0       | 1         | 1         | 0         | 1     | 1     | 0      |
| Total selecciones  | Total selecciones | 6           | 0           | 0           | 0       | 0       | 0       | 9         | 2         | 0         | 15    | 2     | 0      |
| 1.                 |                   |             |             |             |         |         |         |           |           |           |       |       |        |